# Никаноровка (Ростовская область)
Никаноровка — слобода в Миллеровском районе Ростовской области. Входит в состав Волошинского сельского поселения.

## География
Расположена у границы с Украиной.
В слободе имеется одна улица: Саламатина.

## История
В августе 1963 года к слободе Никаноровка был присоединен хутор Елизаветовка Мальчевского района.

## Население
| 2010 |
| ---- |
| 36   |

### Известные люди
- Бажора, Фёдор Максимович (1911—1966) — участник Великой Отечественной войны, Герой Советского Союза. Родился в хуторе Елизаветовка.
- Шляхтин, Иван Иванович (1942—2008) — российский журналист, общественный деятель, президент Ставропольской государственной телерадиовещательной компании с 1992 по 2006 год.